# Mirzabeyli
Mirzabeyli (ryska: Мирзабейли) är en ort i Azerbajdzjan.   Den ligger i distriktet Qəbələ, i den centrala delen av landet, 190 km väster om huvudstaden Baku. Mirzabeyli ligger 452 meter över havet och antalet invånare är 2 381.
Terrängen runt Mirzabeyli är platt västerut, men österut är den kuperad. Närmaste större samhälle är Qutqashen, 12,6 km nordost om Mirzabeyli.
Trakten runt Mirzabeyli består till största delen av jordbruksmark. Runt Mirzabeyli är det ganska tätbefolkat, med 58 invånare per kvadratkilometer.